# Kanton Hondschote
Hondschote (Frans: Hondschoote) is een voormalig kanton van het Franse Noorderdepartement. Het kanton maakte deel uit van het arrondissement Duinkerke. In 2015 is dit kanton opgegaan in de nieuw gevormde kantons: kanton Duinkerke-2 en het Kanton Wormhout.

## Gemeenten
Het kanton Hondschote omvatte de volgende gemeenten:
- Bambeke (Bambecque)
- Gijvelde (Ghyvelde)
- Hondschote (Hondschoote) (hoofdplaats)
- Killem
- De Moeren (Les Moëres)
- Oostkappel (Oost-Cappel)
- Rekspoede (Rexpoëde)
- Warrem (Warhem)